# خافيير كاستيلا
خافيير كاستيلا (بالإسبانية: Javier Castilla)‏ هو لاعب إسكواش كولومبي، ولد في 18 أبريل 1981.

## وصلات خارجية
- خافيير كاستيلا على موقع SquashInfo.com (الإنجليزية)